# Now, There Was a Song!
Artículo Principal: Discografía de Johnny Cash
Now, There Was a Song! es el sexto álbum del cantante country Johnny Cash. Sacado en 1960 bajo el sello de Columbia Records, este CD contiene 12 canciones.
Fue remasterizado por Sony Records en 1994. 

## Canciones
1. Seasons Of My Heart - 2:30
2. I Feel Better All Over - 2:04
3. I Couldn't Keep From Crying - 2:10
4. Time Changes Everything - 1:50
5. My Shoes Keep Walking Back To You - 2:23
6. I'd Just Be Fool Enough (To Fall) - 2:06
7. Transfusion Blues - 2:32
8. Why Do You Punish Me (For Loving You) - 2:20
9. I Will Miss You When You Go - 2:01
10. I'm So Lonesome I Could Cry - 2:40
11. Just One More - 2:13
12. Honky-Tonk Girl - 2:00

## Créditos
Gracias a CD universe por el nombre de las canciones y tenerlo a la venta y a Wikipedia en inglés por tener el resto de la información lo único que hice fue traducirla.